# Aage Strüwing
Aage Strüwing (1913 i København – 1989) var en dansk reklame- og arkitekturfotograf. Strüwing er især kendt som fotografen, der i sort-hvid har foreviget en lang række af modernismens danske hovedværker, bl.a. Radiohuset, mange af Arne Jacobsens bygninger etc.
Han var søn af tjener Carl Wilhelm Strüwing (2. oktober 1874 in Aunslev Sogn, Fyn – ?) og Dora Hansen.
Sønnen Jørgen Strüwing, som fortsatte virksomheden, har deponeret Strüwing Reklamefoto's arkiv i Kort- og Billedafdelingen, Det Kongelige Bibliotek. Arkivet omfatter optagelser fra 1941 til 2001.